# Соколов, Александр Кириллович
Алекса́ндр Кири́ллович Соколо́в (1818—1884/1885) — протоиерей Русской православной церкви, настоятель Московской Троицкой, что на Грязях, церкви, духовный писатель.

## Биография
Пройдя курс Костромской духовной семинарии, поступил в Московскую духовную академию, курс которой и окончил в 1842 году со степенью магистра богословия; был оставлен при академии в качестве бакалавра по кафедре еврейского языка и состоял в этой должности до 1854 года. Вместе с этим он с 1844 по 1854 годы был бакалавром в той же академии по кафедре церковной археологии (первым в Московской академии бакалавром по этому предмету). В последние четыре года своей преподавательской деятельности А. К. Соколов исправлял обязанности секретаря по изданию «Творений св. Отец».
В 1854 году он был посвящён в иереи к Московскому Архангельскому собору, а в следующем году был назначен протоиереем к Московской церкви Св. Троицы, что на Грязях, где и оставался до самой смерти. Помимо этой должности, с 1857 до 1876 года он был назидателем арестантов в Мясницкой части и с 1858 по 1875 годы — нищих в Работном доме. С 1870 года и до кончины он состоял сначала помощником благочинного, а затем благочинным Сретенского «соро́ка». В 1875 году он был назначен членом Комитета по пересмотру некоторых богослужебных книг. Наконец, с 1880 года он был членом Контроля над действиями епархиального свечного завода, а с 1882 года исполнял должность благочинного Ивановского соро́ка.
Умер 27 декабря 1884 (8 января 1885) года в Москве.

## Семья
- Отец — Кирилл Никифорович Соколов (1789—1857) — протоиерей Спасской церкви, что в Гостином дворе Костромы, смотритель Костромского духовного училища.
- Мать — Анна Сергеевна, урожденная Горская (1797—1872) — сестра отца ректора МДА А. В. Горского.
- Брат — Николай Кириллович Соколов (1835—1874) —  правовед, профессор.
- Сын — Василий Александрович Соколов (1851—1918) — богослов, профессор МДА.

## Сочинения
- «Сношения армянской церкви с восточной православной; о соединении в двенадцатом веке» («Прибавления к творениям св. отец», 1847, ч. V и отдельно: М.: тип. А. Семена, 1847. — 69 с.)
- «Жизнь св. Ефрема Сирина, характер его сочинений и черты его учения» (ib., 1849, ч. VII и VIII)
- Перевел с сирийского языка сочинения св. Ефрема Сирина, напеч. также в «Прибавлениях к творениям святых отцов в русском переводе».